# Predador Fight Championship
Predador Fight Championship (Conhecido também como Predador FC ou pelas iniciais PFC) é um evento de artes marciais brasileira iniciada no dia 10 de setembro de 2005. É um evento de artes marciais misturadas (MMA) semelhante ao Ultimate Fighting Championship com disputas em octógonos (Uma espécie de ringue de oito cantos).

## História
Surgiu em 2005,criado por Alex Renner ,praticante de artes marciais ,  e já no PFC 2  foi disputado no Ginásio do Ibirapuera. A partir do PFC 6 o evento deixou o ringue e passou a ser disputado no octógono.

## Regras básicas
O PFC é disputado em um octógono com três assaltos de cinco minutos.
Os critérios para se decidir uma luta são:
- Finalização (ou subimission) - quando o oponente faz o gesto de desistência batendo três vezes no chão do ringue ou pedindo verbalmente.

- Nocaute

- Paralisação médica

- Paralisação do árbitro

- Toalha - Quando o córner (Auxiliares do atleta) joga a toalha em sinal de desistência

- Decisão do júri

- Desclassificação

## Eventos
| Data       | Evento | Localização                      | Arena/estádio                                         |
| ---------- | ------ | -------------------------------- | ----------------------------------------------------- |
| 10/09/2005 | PFC 1  | Santos, São Paulo                | Clube Sírio Libanês                                   |
| 11/08/2006 | PFC 2  | São Paulo, São Paulo             | Ginásio do Ibirapuera                                 |
| 01/02/2006 | PFC 3  | Ribeirão Preto, São Paulo        | Novo Espaço                                           |
| 25/01/2007 | PFC 4  | Belém, Pará                      | Ginásio da Escola Superior de Educação Física do Pará |
| 21/04/2007 | PFC 5  | Ribeirão Preto, São Paulo        | Novo Espaço                                           |
| 25/08/2007 | PFC 6  | São Paulo, São Paulo             | Ginásio do Ibirapuera                                 |
| 22/09/2007 | PFC 7  | Itú, São Paulo                   | Ginásio Municipal Prudente de Morais                  |
| 08/12/2007 | PFC 8  | Sorocaba, São Paulo              | Ginásio Municipal Gualberto Moreira                   |
| 15/03/2008 | PFC 9  | Salto, São Paulo                 | Ginásio Municipal de Salto                            |
| 26/04/2008 | PFC 10 | Indaiatuba, São Paulo            | Ginásio Municipal de Indaiatuba                       |
| 07/06/2008 | PFC 11 | Pelotas, Rio Grande do Sul       | Ginásio AABB                                          |
| 11/07/2009 | PFC 12 | Ribeirão Preto, São Paulo        | novo Espaço                                           |
| 28/11/2009 | PFC 13 | São José do Rio Preto, São Paulo | Centro Regional de Eventos                            |
| 22/05/2010 | PFC 14 | São José do Rio Preto, São Paulo | Centro Regional de Eventos                            |
| 23/10/2010 | PFC 15 | Bauru, São Paulo                 | Ginásio da Luso                                       |
| 12/11/2010 | PFC 16 | Bauru, São Paulo                 | Sagae Eventos                                         |
| 12/11/2010 | PFC 17 | Jaú, São Paulo                   | Ginásio Flávio de Melo                                |
| 16/04/2011 | PFC 18 | São José do Rio Preto, São Paulo | Clube Palestra                                        |
| 19/10/2012 | PFC 19 | São José do Rio Preto, São Paulo | Centro Regional de Eventos                            |
| 10/03/2012 | PFC 20 | São José do Rio Preto, São Paulo | Centro Regional de Eventos                            |
| 11/08/2012 | PFC 21 | São José do Rio Preto, São Paulo | Centro Regional de Eventos                            |
| 22/10/2012 | PFC 22 | São José do Rio Preto, São Paulo | Centro Regional de Eventos                            |
| 09/03/2013 | PFC 23 | São José do Rio Preto, São Paulo | Centro Regional de Eventos                            |
| 09/08/2013 | PFC 24 | São José do Rio Preto, São Paulo | Palestra                                              |
| 26/10/2013 | PFC 25 | Santa Fé do Sul, São Paulo       | Ginásio Municipal de Esportes                         |
| 29/03/2014 | PFC 26 | São José do Rio Preto, São Paulo | Automóvel Clube                                       |

## Lutadores
O PFC teve no total de seus eventos mais de 80 lutadores.
- Diogo Henrique
- Guilherme Ferreira
- Fernando kioshi
- Stevan Gutierrez
- Edson PC
- Ricardo Máximo
- Mauro Xuxa
- Gilmar China
- Márcio Barão
- Jorge Patino
- Fabio Silva
- Gustavo Ximú
- Maurício Alonso
- Thiago Gonçalves Jambo
- Rafael Motta
- Geno Vitale
- Matias Lemon
- Édson Conterrâneo
- Cassiano Tytschyo
- Climério Funabem Costa
- Daniel Monteiro